# Schiffarth (Lohmar)
Schiffarth ist ein Weiler, der zur Stadt Lohmar im Rhein-Sieg-Kreis in Nordrhein-Westfalen gehört.

## Geographie
Schiffarth liegt im Nordwesten von Lohmar. Umliegende Ortschaften und Weiler sind Spechtsberg und Scheid im Nordwesten, Wahlscheid im Nordosten, Osten und Südosten, Kirchbach und Mackenbach im Südosten, Hitzhof und Brückerhof im Süden, Muchensiefen im Südwesten sowie Oberscheid im Westen.
Schiffarth liegt an der Agger. Der Oberscheider Bach mündet als orographisch rechter Nebenfluss in die Agger.

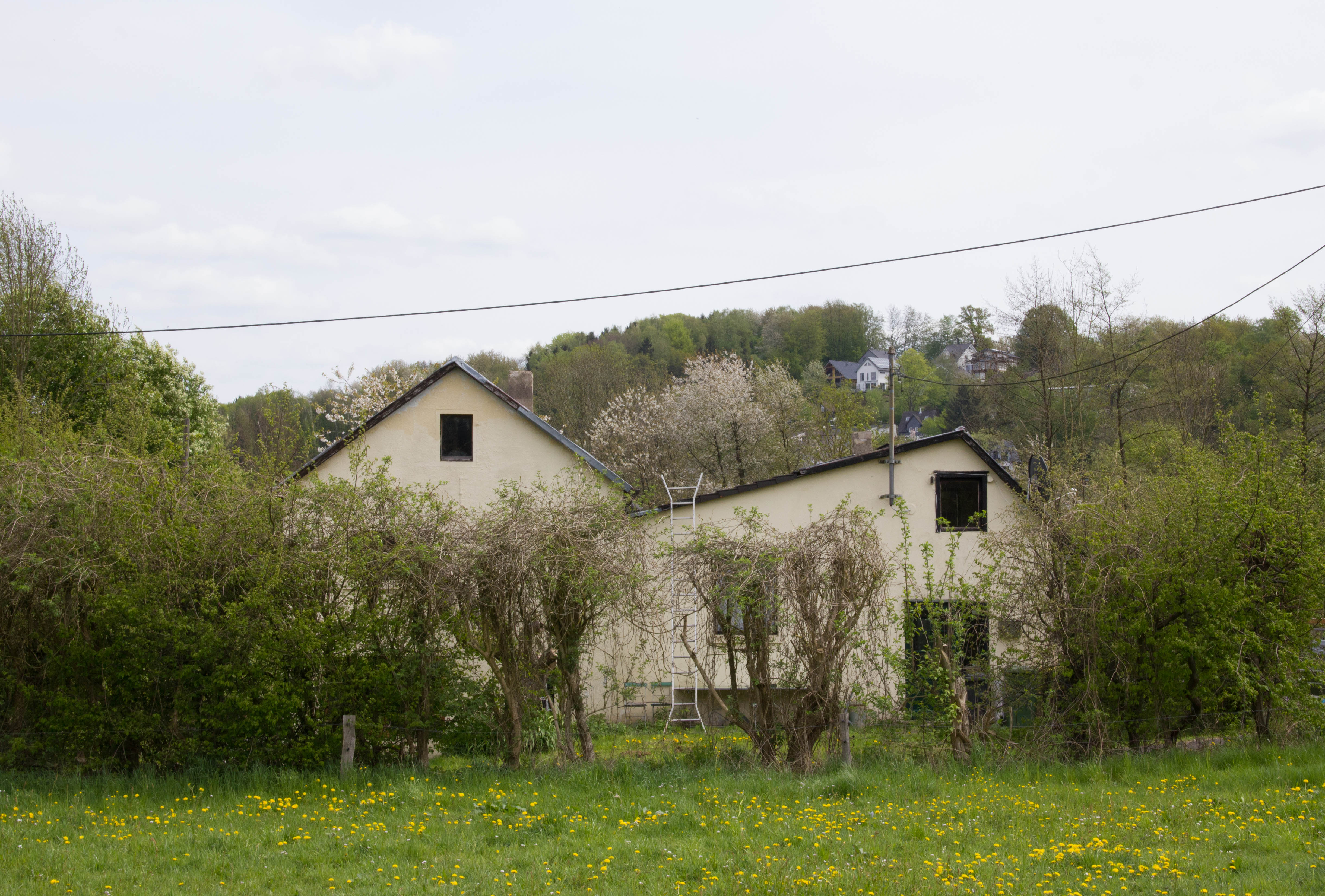
Ehemaliges Brückenhaus

## Geschichte
1885 hatte Schiffarth fünf Wohnhäuser und 41 Einwohner.
Vor dem Bau der Brücke war in Schiffarth eine Fährstelle an der Personen und Güter mit einem Nachen übergesetzt wurden. Das Haus gegenüber dem Aggerschlößchen ist das alte Fährhaus. Der letzte dort tätige Fährmann war Karl Fick.
Bis 1969 gehörte Schiffarth zu der bis dahin eigenständigen Gemeinde Scheiderhöhe.

## Sehenswürdigkeiten
- Die Holzbrücke über die Agger
- Der Landschaftsgarten Aggerbogen

## Verkehr
Schiffarth liegt westlich der Bundesstraße 484 und östlich der Landesstraße 84 an der Kreisstraße 39. Das Anruf-Sammeltaxi sorgt für die Anbindung an den ÖPNV. Schiffarth gehört zum Tarifgebiet des Verkehrsverbund Rhein-Sieg (VRS).
Folgende Wanderwege führen durch Schiffarth:
- Rundwanderweg „A3“ des Sauerländischen Gebirgsvereins ab Honrath[4]
- Wanderweg „Winkel 3“ des Kölner Eifelvereins von Königsforst bis zum Bahnhof Overath[5]

Am Restaurant Aggerschlößchen ist eine Bootsanlegestelle.